# Uniwersytet Montrealski
Uniwersytet Montrealski (fr. Université de Montréal, skrótowiec UdeM) – francuskojęzyczny uniwersytet działający w kanadyjskim mieście Montreal, w prowincji Quebec. 

## Historia
Powstał w 1920 z filii Uniwersytetu Lavala (działającej od 1878). 
Jest jednym z największych francuskojęzycznych uniwersytetów na świecie; ma około 55 tysięcy studentów.